# Copicucullia luteodisca
Copicucullia luteodisca là một loài bướm đêm trong họ Noctuidae.